# Bernard Mensah
Bernard Mensah (Accra, 17 oktober 1994) is een Ghanees voetballer die bij voorkeur als offensieve middenvelder speelt. Mensah speelt voor het Turkse Besiktas JK.  

## Clubcarrière
Mensah speelde in de jeugd van Feyenoord Fetteh, die hij in 2012 verruilde voor die van Vitória SC. Hier debuteerde hij een jaar later in het tweede elftal, dan actief in de Segunda Liga. Mensah maakte op 16 augustus 2014 vervolgens zijn debuut in de hoofdmacht van de club, in een wedstrijd in de Primeira Liga uit tegen Gil Vicente FC. Hij mocht in de basiself beginnen en scoorde het tweede doelpunt voor Vitória, dat met 1-3 won. Eén week later maakte Mensah twee doelpunten, tegen Penafiel. Hij kwam dat seizoen tot dertig competitiewedstrijden en vijf doelpunten. Hij eindigde met zijn team als vijfde op de ranglijst.
Mensah tekende in juli 2015 een contract tot medio 2021 bij Atlético Madrid, de nummer drie van de Primera División in het voorgaande seizoen. Dat verhuurde hem direct voor een jaar aan Getafe CF, op dat moment actief in dezelfde competitie. Het jaar daarop werd Mensah verhuurd naar zijn oude club Vitoria SC. In 2017 maakte hij de overstap naar het Turkse Kasimpasa SK. Het lukte hem daar om de club uit de degradatiezone te houden. In het seizoen 2018-2019 werd Mensah opnieuw verhuurd, dit keer naar het Turkse Kayserispor. Kayserispor kocht hem in 2019 van Atletico Madrid voor ca. 3.500.000 euro. De Turkse topclub Besiktas JK toonde in 2020 interesse in Mensah en huurde hem voor 500.000 euro, met een aankoopoptie van 1 miljoen euro. 